# Mosty Bolesława Chrobrego we Wrocławiu
Mosty Bolesława Chrobrego, zwane też Mostami Swojczyckimi – zespół dwóch par mostów (dwóch z początku XX w. i dwóch nowych z XXI w.) przerzuconych we Wrocławiu nad Kanałem Żeglugi i Kanałem Powodziowym w północno-wschodniej części miasta. Pierwszą parę mostów zbudowano w latach 1916–1917 (wówczas nazwane Güntherbrücke), zniszczone zostały podczas oblężenia Festung Breslau w 1945, wkrótce potem (1946–1947) odbudowane. Mosty mają monolityczne łuki żelbetowe oraz betonowe podpory i bariery.
Południowo-zachodni odcinek mostów XX-wiecznych – nad Kanałem Powodziowym i obszarami zalewowymi – ma cztery przęsła o rozpiętościach (licząc od przyczółka południowo-zachodniego, przy ul. Mickiewicza): 25,0 – 48,7 – 25,0 – 25,0 metrów, natomiast północno-wschodni – nad Kanałem Żeglugi – jest jednoprzęsłowy o rozpiętości 48,5 m. Jezdnia mostu ma szerokość 7,5 m, po obu jej stronach znajdują się chodniki o szerokości 2,5 m każdy.
W maju 2020 poinformowano, że w sąsiedztwie mostów Chrobrego powstanie nowa przeprawa, złożona również z dwóch mostów: południowego nad kanałem przeciwpowodziowym (długości ponad 153 m) i północnego nad kanałem żeglugowym (długości ok. 75 m). Budowę tej przeprawy ukończono w październiku 2023. 
Na nowych mostach znalazła się jezdnia dla samochodów, chodniki dla pieszych i drogi rowerowe. Zbudowano też torowisko tramwajowe w związku z koncepcją przedłużenia linii tramwajowej (kończącej się na Sępolnie przed obecnym mostem) do Swojczyc.
Po zbudowaniu nowych mostów, zakazano skrętu z nich w lewo w ulicę Monte Cassino, co wywołało liczne prostesty mieszkańców. Zakazano również wjazdu na most z ulicy Marco Polo.
Stare mosty mają zostać wyłączone z eksploatacji.
Mosty Bolesława Chrobrego łączą osiedla Sępolno i Zalesie na tzw. Wielkiej Wyspie – poprzez ulicę Adama Mickiewicza – z północnymi peryferiami (Swojczyce i ulica Swojczycka) i stanowi element ciągu komunikacyjnego prowadzącego z centrum Wrocławia do podwrocławskiego miasta Jelcz-Laskowice (droga wojewódzka nr 455).